# Celia M. Hunter

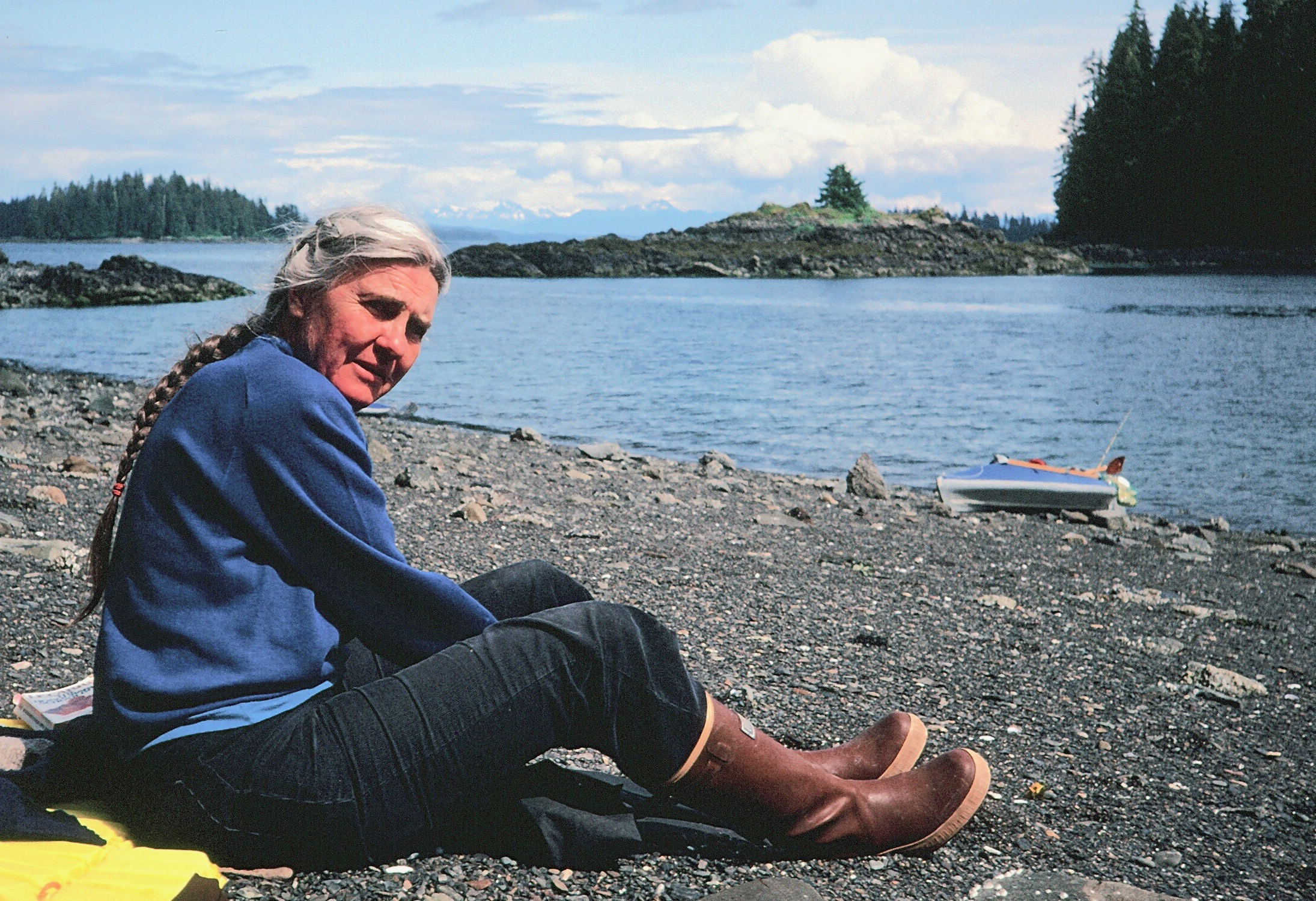
Celia M. Hunter

Celia M. Hunter (geb. 13. Januar 1919; gest. 1. Dezember 2001) war eine US-amerikanische Umweltschützerin, die sich primär für den Schutz der Wildnis Alaskas einsetzte.

## Leben
Noch bevor sie sich für den Naturschutz in Alaska einsetzte, war sie als Pilotin in der US-amerikanischen Luftwaffe tätig. Erst später fing sie an zu publizieren.
Hunter kam 1947 nach Fairbanks. Dort arbeitete sie als Flugbegleiterin für organisierte Alaska-Touren. Zwischenzeitlich unternahm sie mit der Umweltschützerin Ginny Wood eine Radtour durch Europa. 1952 gründete Hunter das Camp Denali, eine Zeltstation für Touristen. Denali wurde später Mittelpunkt des Nationalparks. 1976 wurde sie als erste Frau Präsidentin der Wilderness Society.
Durch das Engagement von Hunter und ihren Mitstreitenden wurde 1980 unter Präsident Carter rund ein Viertel der Landfläche Alaskas unter Naturschutz gestellt. Carter würdigte Hunters Engagement mit folgenden Worten: ”Although it would be difficult to name one specific contribution for which Celia will be best remembered, her leadership of Alaska’s environmental movement from infancy to its status today will surely be among her lasting legacies”. Im Jahr 1980 gründete sie zusammen mit Denny Wilcher die Alaska Conservation Foundation.

## Auszeichnungen
Im Jahr 1991 erhielt sie den John Muir Award des Sierra Clubs. Die höchste Auszeichnung der Wilderness Society, der Robert Marshall Award, wurde ihr 1998 verliehen. Gemeinsam mit Ginny Wood wurde sie 2001 für ihr Engagement in der Alaska Conservation Society ausgezeichnet.